# Clavularia modesta
Clavularia modesta är en korallart som först beskrevs av Addison Emery Verrill 1874.  Clavularia modesta ingår i släktet Clavularia och familjen Clavulariidae. Inga underarter finns listade i Catalogue of Life.